# Krzesisław
Krzesisław, Krzecsław, Krzesław, Krzysław – staropolskie imię męskie, złożone z członów Krzesi- („wskrzeszać, przywracać do życia, podnosić”) i -sław („sława”). Znaczenie imienia: „odnawiający sławę”.
Żeński odpowiednik: Krzesisława (Krzesława).
Krzesisław imieniny obchodzi 28 marca i 11 września.